# Jan Venter
Pour les articles homonymes, voir Venter (homonymie).
Jan Albert Venter connu aussi sous le nom de Jasper Venter, né le 23 avril 1988 à Hartenbos, est un nageur sud-africain. 

## Carrière
Jan Venter termine huitième de la finale du relais 4 x 200 mètres nage libre aux Jeux olympiques d'été de 2008 à Pékin.
Il dispute les Jeux du Commonwealth de 2010 à Delhi, obtenant la médaille de bronze du relais 4 x 200 mètres nage libre.
Il obtient la médaille d'or du relais 4 x 200 mètres nage libre et la médaille de bronze du 800 mètres nage libre aux Jeux africains de 2011 à Maputo.